# 亨德森机场
亨德森机场（英語：Henderson Field），又译韩德森机场，是一座位於美國本土外小岛屿中途島沙岛（Sand Island）上的公共機場。该机场被用作执行跨太平洋双发延程飞行之航班在飞行计划中和应急情况下的重要备降機场。如今此机场提供了到达中途岛国家野生动物保护区——2006年建立的帕帕哈瑙莫夸基亞國家海洋保護區中富饶资源的唯一“窗口”的途径。直到1993年，其以中途岛海军航空设施的名义运作。
在机场所有者由美国海军轉為内政部后，直到2004年为止机场受到波音公司資助。自2004年开始，在来自联邦航空局的部分帮助下，内政部美國魚類及野生動物管理局完全接手了机场的运作和维护。
阿罗哈航空曾使用波音737-200运行该机场与火奴鲁鲁国际机场间的每周定期包机航班。密克羅尼西亞大陸航空也在20世纪70年代早期使用波音727运行前往此机场的航班。

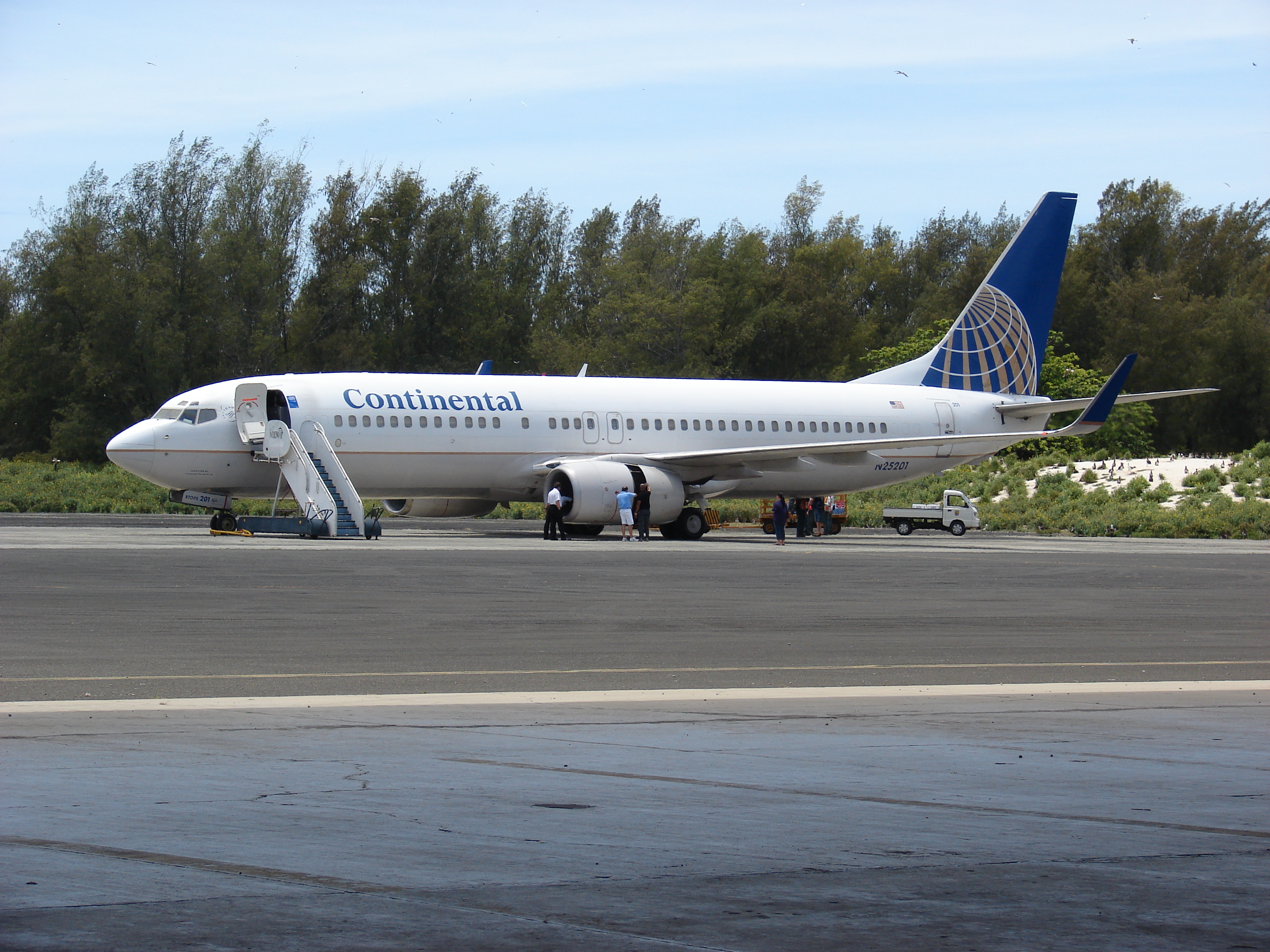
美國大陸航空波音737于2008年在中途岛纪念中途岛海战66周年。

## 名稱
亨德森机场以在二战中途岛海战中阵亡的美国海军少校洛弗顿·R·亨德森命名，为如此命名的三个太平洋岛屿机场之一。

## 设施
亨德森机场占地1,200英畝（490公頃），拥有一条跑道：
- 跑道 6/24: 7,800英尺 × 150英尺 (2,377米 × 46米)，表面：沥青[1]

亨德森机场是一座无管制机场。飞机起降在每年11月至6月被限制在夜晚进行，以因應信天翁出现的时段。

## 意外事故
亨德森机场位于夏威夷群岛以西，夏威夷往返日本航线的途中，一直是这条航线上重要的备降场地，具備跨太平洋飛安的重要意義。跨太平洋双发延程飞行航班开始出现后，多架商业航班在此处备降。
- 1981年至2000年，多架民用或军用的波音747、L-1011、F-16、C-130及P-3因不同原因在亨德森机场作计划外降落或紧急降落。[4]
- 2004年1月7日，一架载有279名乘客和15名机组成员的大陆航空波音777-200在从东京成田国际机场飞往休斯敦喬治·布什洲際機場的途中一部引擎因油压低而关停，因而被迫在中途岛作紧急降落。[5]
- 2011年6月18日，达美航空277号班机,一架执行火奴鲁鲁至日本大阪航线的波音747-400，在飞行员注意到驾驶舱风挡上的裂纹后，预防性地着陆在中途岛，并在中途岛做了12小时的计划外停留。[6]载有359名乘客及19名机组成员，飞机在下午大约5时40分时安全着陆。一架用于替代的波音747载着机械师及用于维修的零件从日本前来，并于次日上午大约五时载乘客前往日本。
- 2012年8月2日，一架美国海军陆战队F/A-18在从夏威夷瓦胡岛卡内奥赫湾海军陆战队航空站（英语：Marine Corps Air Station Kaneohe Bay）飞往日本山口县岩国海军陆战队航空基地的途中，由于其环境控制系统（ECS）中的引气泄漏而在中途岛做了紧急降落。
- 2014年7月11日, 联合航空201号班机, 一架执行火奴鲁鲁至关岛航线的波音777-200，在机舱中观察到烟味后，在中途岛做了计划外着陆。飞行员原本意图返回火奴鲁鲁，在机舱内部开始被一种烟雾充斥后，转而决定就近着陆到中途岛。[7]